# アロエビクスマン
アロエビクスマンとは、1990年代中頃の近畿圏で流布した都市伝説の登場人物である。ラジオ番組の深夜放送に目撃談が寄せられたのをきっかけに、有名になった。

## 概要
アロエの葉を模したと思われる緑色の突起物を頭につけ、緑色の全身タイツを着た姿をしていると言われる。京都市内各所に突如現れ、なんの脈絡もなくエアロビクスらしき踊りを踊り、またどこへともなく姿を消すという。
京都駅構内を歩き、ヘッドフォンをつけ、踊りながら歩く。前面には「私はアロエ」との看板をぶら下げている。